# Алексий (архиепископ Новгородский)
Архиепи́скоп Алекси́й (ум. 3 февраля 1390) — епископ Русской православной церкви, архиепископ Новгородский.

## Биография
До принятия епископского сана был ключником Софийского архиерейского дома. В 1360 году был рукоположён во епископа Новгородского.
В 1360 году во Пскове свирепствовал сильный мор. Ежедневно умирало от 50 до 100 человек. Псковичи послали в Новгород звать к себе преосвященного Алексия. Он приехал, благословил всех горожан, обошёл весь город с крестами, отслужил три литургии, и мор начал прекращаться.
В 1362 году им была построена Христорождественская церковь в архиерейском доме.
В 1360—1370-х годах по повелению архиепископа Алексея на смену древнейшим комплектам миней Софийского собора, часть из которых сохранилась до наших дней, был изготовлен новый годовой набор. В качестве примера можно привести октябрьскую пергаменную Минею 1370 года (один из трёх сохранившихся томов комплекта), хранящуюся в Российской национальной библиотеке. «Алексиевские» минеи использовались в Софийском соборе около 70 лет — до середины XV века, когда по повелению архиепископа Евфимия был изготовлен новый комплект миней, содержавший другую редакцию богослужебных текстов.
В 1365 году он был свидетелем чудесного явления от иконы Божией Матери «Умиление». Во время грозы загорелась деревянная церковь Троицы на Редятине улице; находившийся в ней образ Божией Матери явился стоящим над пылающим храмом. Только когда к месту пожара с крестным ходом прибыл Алексий и совершил молебствие, икона сошла прямо в руки архиерея и в то же время прекратился пожар. В память этого события Алексий благословил вделать в стену при входе в Новгородский Софийский собор крест, украшенный барельефами (Алексиевский крест).
В 1375 году архиепископ Алексий по собственному желанию ушёл на покой, но по усиленной просьбе народа вскоре вернулся и управлял епархией.

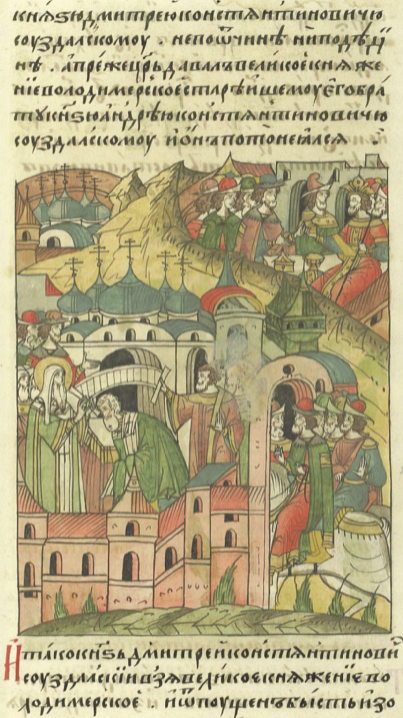
Митрополит Алексий посвящает Алексия в епископы Новгородские. Миниатюра из Лицевого летописного свода

В 1380 году он по просьбе новгородцев вёл переговоры с великим князем Московским Дмитрием Ивановичем, устанавливая мирные отношения между москвичами и новгородцами.
В 1388 году Алексий вторично оставил кафедру и ушёл в монастырь. Пробыл в сане архиепископа Новгородского 28 лет и 7 месяцев.
Время его предстоятельства ознаменовано активным храмовым строительством в епархии: он был лично причастен к созданию знаменитых новгородских памятников — церкви Преображения на Ильине улице и комплекса росписей церкви Успения на Волотовом поле.
Скончался 3 февраля 1389 года и был погребён в Новгородском Деревяницком монастыре в притворе Воскресенского храма. При возведении нового собора в XVII веке мощи были перенесены в западную паперть.
Прославлен как местночтимый святой (память 3 февраля).
Герольд Вздорнов предположил, что Алексий изображён на южной стене церкви Успения на Волотовом поле в ктиторской фреске, датируемой восьмидесятыми годами XIV века: святитель Моисей, архиепископ Новгородский (строитель церкви), и Алексий, оба с нимбами, предстоят Богоматери, облачены в белые клобуки и крещатые фелони. Образ, написанный при жизни или вскоре после смерти Алексия, сохраняет достоверные черты его внешности.
Описание облика Алексия, как и ряда других новгородских иерархов, содержится в одной из дополнительных статей Строгановского иконописного подлинника (конец XVIII века) в перечне архиепископов и епископов Новгородских от Иоакима Корсунянина до Леонида: «А подобием впросед, брада Василия Кесарийскаго покороче, на концы вдвоем космачки, на главе клабук бел, ризы святительския»; Алексий назван блаженным, но день памяти не указан.